# Falefa
Falefa – miejscowość na Samoa, na wyspie Upolu. Według spisu ludności z roku 2016 liczyła 1519 mieszkańców.